# Rondvis

Dwarsdoorsnede van een rondvis.
Vertebra = wervelkolom
Septum = graat
Muscles = visvlees
Skin = huid

Rondvis is vis die op de dwarsdoorsnede gezien min of meer rond of elliptisch van vorm is.

## Visserij
In de platvis-visserij is het de bijvangst zoals poon, kabeljauw, wijting en schelvis. Daarentegen wordt door hen haring en makreel bijvoorbeeld hier niet toe gerekend omdat deze - in scholen - ver boven de bodem leven en daardoor niet in sleepnetten terechtkomen.
Soms wordt in de visserij de term rondvis wel ruimer genomen en gebruikt voor alle zoutwatervis die geen platvis is. Dan dus ook voor haring en makreel, maar ook bijvoorbeeld voor (bodem) haai, rog en de als rondvis geboren platte vis.

## Gastronomisch
In de keuken worden alle vissen die geen platvis zijn rondvis genoemd. Dan worden ook onder andere de zoetwatervissen forel, meerval, baars, pangasius, snoek, tilapia enzovoort daar gastronomisch toe gerekend. Evenals de trekvissen zalm en paling.